# Lomikamenotvaré

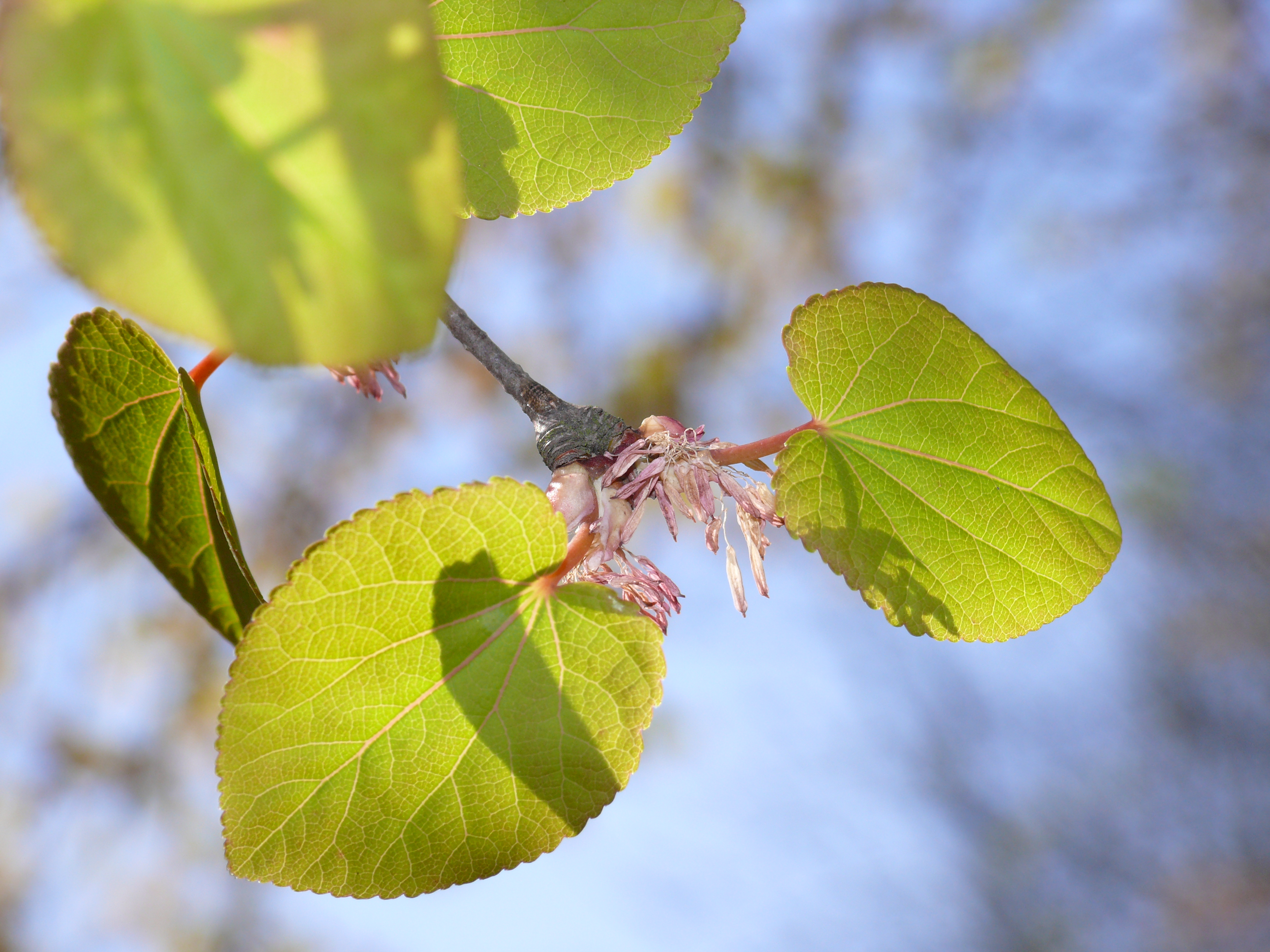
Zmarličník japonský (Cercidiphyllum japonicum)

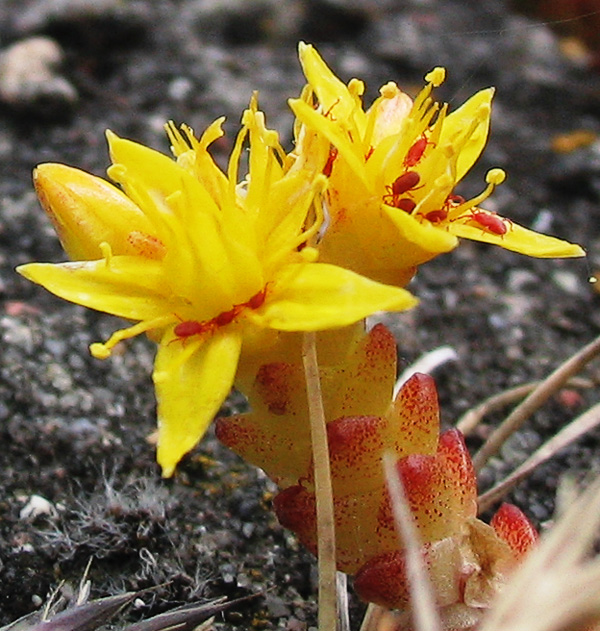
Rozchodník ostrý (Sedum acre)

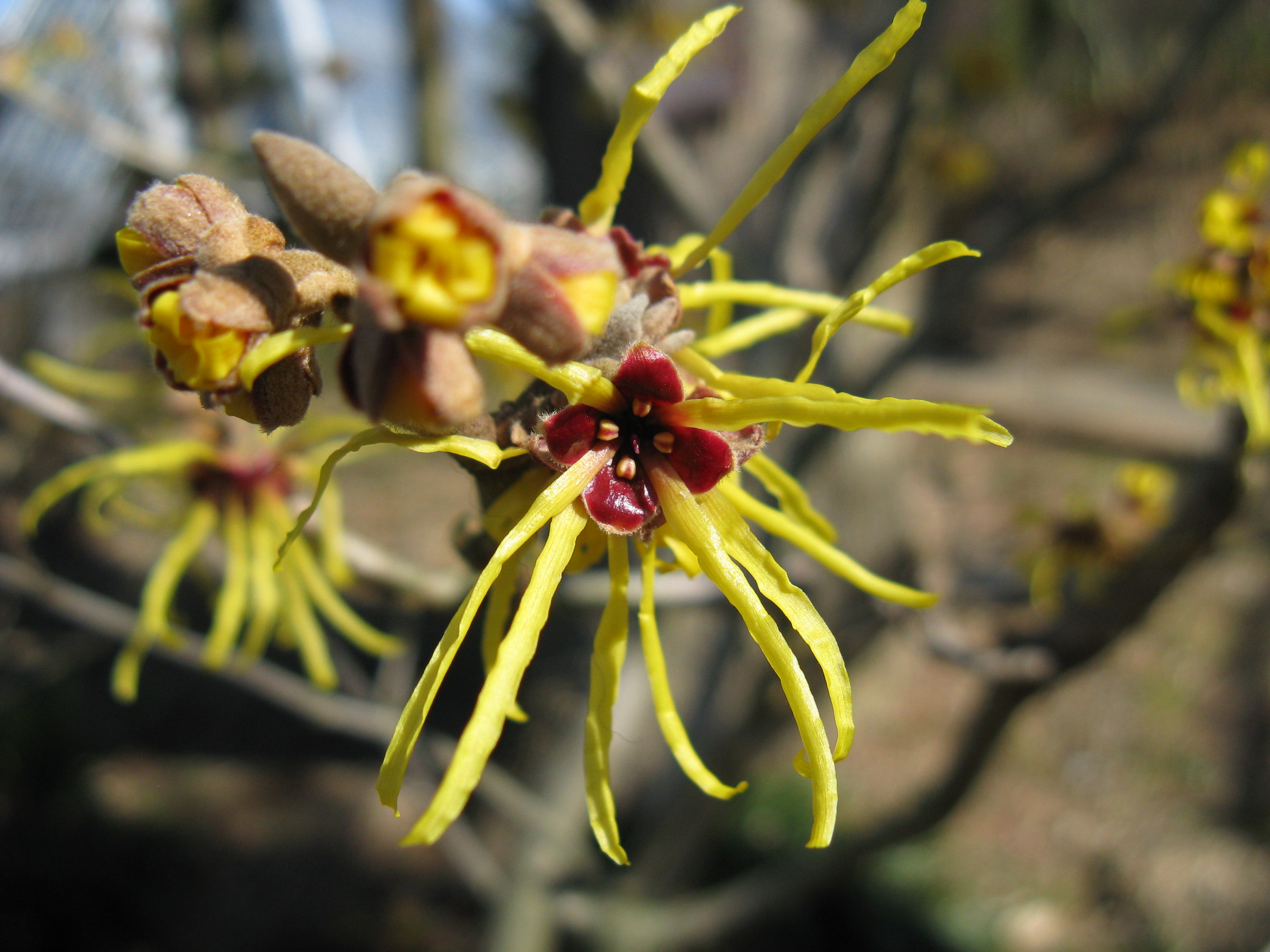
Vilín japonský (Hamamelis japonica)

Lomikamenotvaré (Saxifragales) je řád vyšších dvouděložných rostlin. Zahrnuje celkem 15 čeledí.

## Charakteristika
Lomikamenotvaré upomínají morfologií na řád růžotvaré (Rosales).
Pro zástupce řádu jsou charakteristické květy s češulí, gyneceum ze 2 (alespoň v horní části) nesrostlých plodolistů, suché plody a listy se žláznatými zuby.
Řád zahrnuje 15 čeledí, 112 rodů a asi 2500 druhů. V tropech má jen malé zastoupení.

## Taxonomie
Řád lomikamenotvaré byl tradičně sdružován s řádem růžotvaré (Rosales), případně do něj včleňován. Nástup molekulárních metod však přinesl některé neočekávané výsledky a zamíchal s čeleděmi řazenými do tohoto řádu.
Čeleď Trochodendraceae byla z lomikamenotvarých přesunuta mezi bazální větve pravých dvouděložných rostlin, zvaných Eudicots.
Z čeledi Cunoniaceae byl do lomikamenotvarých přesunut rod Aphanopetalum, z řádu myrtotvaré (Myrtales) čeleď zrnulovité (Haloragaceae) aj. Byl sem vřazen i rod Daphniphyllum do té doby nevyjasněného postavení.
Podle dnešního pojetí je řád lomikamenotvaré sesterskou větví skupiny dvouděložných rostlin nazývané Rosids.

## Seznam čeledí
- altingiovité (Altingiaceae)
- hlízencovité (Cynomoriaceae)
- iteovité (Iteaceae)
- lomikamenovité (Saxifragaceae)
- meruzalkovité (Grossulariaceae)
- mřinovité (Daphniphyllaceae)
- pětirožcovité (Penthoraceae)
- pivoňkovité (Paeoniaceae)
- tlusticovité (Crassulaceae)
- vilínovité (Hamamelidaceae)
- zmarličníkovité (Cercidiphyllaceae)
- zrnulovité (Haloragaceae)
- Aphanopetalaceae
- Peridiscaceae
- Tetracarpaeaceae[1]